# Hannah Wilke
Hannah Wilke (7 de marzo de 1940 - 28 de enero de 1993) fue una pintora, escultora, fotógrafa, artista de vídeo y de performance estadounidense. El trabajo de Wilke es conocido por explorar temas de feminismo, sexualidad y feminidad.

## Biografía
Hannah Wilke nació el 7 de marzo de 1940 en la ciudad de Nueva York. Hija de padres judíos; sus abuelos eran inmigrantes de Europa del Este. En 1962, recibió una Licenciatura en Bellas Artes y una Licenciatura en Ciencias en Educación de la Tyler School of Art, Temple University, Filadelfia. Fue profesora de arte en varias escuelas secundarias y se incorporó a la facultad de la Escuela de Artes Visuales de Nueva York, donde enseñó escultura y cerámica de 1974 a 1991. Desde 1969 hasta 1977, Wilke tuvo una relación con el artista pop estadounidense Claes Oldenburg. Vivieron, trabajaron y viajaron juntos durante ese tiempo. El trabajo de Wilke fue exhibido nacional e internacionalmente a lo largo de su vida y continúa siendo exhibido póstumamente. Las exposiciones individuales de su trabajo se montaron por primera vez en Nueva York y Los Ángeles en 1972. Su primera exposición completa en un museo se llevó a cabo en la Universidad de California, Irvine, en 1976, y su primera retrospectiva en la Universidad de Misuri en 1989. Retrospectivas póstumas se mostraron en Copenhague, Helsinki y Malmö, Suecia en 2000 y en el Museo de Arte Neuberger, de 2008 a 2009. Desde su muerte, el trabajo de Wilke ha sido exhibido en exposiciones individuales, exposiciones colectivas y varios estudios sobre el arte de mujeres, incluyendo WACK! El arte y la revolución feminista en el Museo de Arte Contemporáneo de Los Ángeles, Elles en el Centro Georges Pompidou y la revolución en la fabricación: escultura abstracta por mujeres, 1947 - 2016 en Hauser & Wirth en Los Ángeles. 
La colección y el archivo Hannah Wilke, Los Ángeles, fue fundado en 1999 por la hermana de Hannah Wilke, Marsie Scharlatt y su familia, y ha estado representado por Alison Jacques Gallery, Londres, desde 2009.

### Trabajo temprano
Wilke se hizo famosa por primera vez con sus esculturas de terracota " vulval " en los años sesenta. Sus esculturas, que se exhibieron por primera vez en Nueva York a fines de la década de 1960, se mencionan a menudo como algunas de las primeras imágenes vaginales explícitas que surgieron del movimiento de liberación de las mujeres. Estas se convirtieron en su firma característica y las realizó en varios medios, colores y tamaños, incluyendo grandes instalaciones, a lo largo de toda su vida. Algunos de sus medios incluían arcilla, goma de mascar, borradores amasados, pelusas de lavandería y látex. El uso de materiales no convencionales es típico del arte feminista y se refiere a la falta histórica de acceso de las mujeres a los materiales de arte y educación tradicionales. Las esculturas de Wilke fueron un ejemplo innovador de erotismo utilizando un estilo que combinaba el post-minimalismo y la estética feminista. Como consumada dibujante, Wilke creó numerosos dibujos a partir de principios de la década de 1960 y continuando durante toda su vida. En una reseña sobre sus dibujos expuestos en la Ronald Feldman Fine Arts en 2010, Thomas Micchelli escribió en The Brooklyn Rail: "en su esencia, era una creadora de cosas... una artista cuya sensualidad y humor van de la mano con su perspicacia formal y rigor táctil." Realizó performances en vivo y en video, comenzando en 1974 con Hannah Wilke Super-t-Art, una actuación en vivo en The Kitchen, Nueva York, que también convirtió en una obra fotográfica icónica. Las actuaciones de Wilke evocan a Simone Forti, Trisha Brown e Yvonne Rainer. El arte escultórico creado por Wilke, con sus materiales poco convencionales y sus narrativas feministas, también se relaciona con la obra de Louise Bourgeois, Eva Hesse, Alina Szapocznikow y Niki de St Phalle. 

### Arte Corporal
En 1974, Wilke comenzó a trabajar en su pieza de arte corporal SOS - Starification Object Series, en la que fusionó su escultura minimalista y su propio cuerpo creando diminutas esculturas vulvales a partir de chicles y pegándolas a sí misma. Luego se fotografió así misma en varias poses de pin-up, proporcionando una yuxtaposición de glamour y algo parecido a la escarificación tribal. Wilke ha relacionado las cicatrices en su cuerpo con la conciencia del Holocausto. Estas posturas exageran y satirizan los valores culturales estadounidenses de la belleza femenina y la moda, así como una insinuación y un interés en la escarificación ceremonial. Los 50 autorretratos fueron creados originalmente como un juego, "S.O.SStarificaion Object Series: An Adult Game of Mastication", 1974–75, que Wilke convirtió en una instalación que se encuentra ahora en el Centro Pompidou, París. También interpretó esta pieza públicamente en París en 1975, haciendo que los miembros de la audiencia masticaran el chicle antes de esculpirlos, para luego colocarlos en papeles que ella colgó de la pared. Wilke también usó goma de mascar de colores como medio para esculturas individuales, utilizando múltiples piezas de goma para crear una compleja capa que representa la vulva.
Wilke acuñó el término "autorretratos performalistas" para darle crédito a los fotógrafos que la ayudaron, incluyendo a su padre (First Performalist Self-Portrait, 1942–77) y a su hermana, Marsie (Butter) Scharlatt ( Arlene Hannah Butter y Cover of Appearances, 1954 –77). El título del trabajo fotográfico y performático de Wilke, So Help Me Hannah, 1979, fue tomado de una frase vernácula de los años 1930s y '40 y se ha interpretado como un juego del estereotipo de la madre judía y una referencia a la relación de Wilke con su madre.
Además de Hannah Wilke Super-t-Art, 1974, otras conocidas performances en las que Wilke usó su cuerpo incluyen Gestures, 1974; Hello Boys, 1975; Intercourse with... (instalación de audio) 1974–1976; Intercourse with... (vídeo) 1976; y Hannah Wilke Through the Large Glass presentada en el Museo de Arte de Filadelfia en 1977. 

### Muerte eIntra-Venus
Hannah Wilke murió en 1993, Houston, Texas, a causa de un linfoma. Su último trabajo, Intra-Venus (1992–1993), es un registro fotográfico, publicado póstumamente, de su transformación física y del deterioro resultante de la quimioterapia y el trasplante de médula ósea. Las fotografías, tomadas por su esposo Donald Goddard, con quien había vivido desde 1982 y con quien se casó en 1992 poco antes de su muerte, confrontan al espectador con imágenes personales de Wilke progresando de la felicidad de la mediana edad a la calvicie, el daño y la resignación. Intra-Venus refleja su díptico fotográfico Retrato de la artista con su madre, Selma Butter, 1978–82, que retrataba las luchas de su madre contra el cáncer y "habiendo incorporado literalmente a su madre, la enfermedad y todo". Intra-Venus fue exhibida y publicada póstumamente, parcialmente en respuesta a los sentimientos de Wilke de que los procedimientos clínicos esconden a los pacientes, como si morir fuera una "vergüenza personal".
Las obras de Intra Venus también incluyen dibujos en acuarela de caras y manos, Brushstrokes, una serie de dibujos hechos con su propio cabello y las Intra Venus Tapes, una instalación de vídeo de 16 canales.

## Pose y narcisismo
En su trabajo, Hannah Wilke a menudo se presenta como una modelo que posa con glamour. Sin embargo, su uso de sí misma en la fotografía y el performance ha sido interpretado como una celebración y validación del Ser, la Mujer, lo Femenino y el Feminismo. Por el contrario, también ha sido descrito como una deconstrucción artística de los modos culturales de la vanidad femenina, elnarcisismo y la belleza.
 

Wilke se refirió a sí misma como una artista feminista desde el principio. La crítica de arte Ann-Sargent Wooster dijo que la identificación de Wilke con el movimiento feminista era confusa debido a su belleza: sus autorretratos se parecían más a las páginas centrales de Playboy que a los desnudos feministas típicos. Según Wooster, 
 El problema al que Wilke se enfrentó al ser tomado en serio es que era convencionalmente bella y su belleza y su narcisismo auto-absorbido te distrajeron de su inversión del voyeurismo inherente a las mujeres como objetos sexuales. En sus fotografías de sí misma como una diosa, una encarnación viviente de grandes obras de arte o como un pin-up, arrebató los medios de producción de la imagen femenina de manos masculinas y las puso en las suyas. 
 Si los críticos consideraron que la belleza de Wilke era un impedimento para comprender su trabajo, esto cambió a principios de la década de 1990 cuando Wilke comenzó a documentar la descomposición de su cuerpo devastado por el linfoma. El uso de Wilke de autorretrato ha sido explorado al detalle al escribir sobre su última serie fotográfica, Intra Venus.
Wilke una vez respondió a los críticos que comentaban que su cuerpo era demasiado hermoso para su trabajo diciendo: "La gente me viene con esta mierda de '¿Qué habrías hecho si no fueras tan hermosa?' ¿Qué diferencia hay?... Las personas hermosas mueren al igual que los estereotipados "feos". Todos mueren. " 

## Reconocimiento crítico
Durante su vida, Wilke fue ampliamente exhibida y, aunque controvertida, recibió elogios de la crítica. Sin embargo, hasta hace poco los museos dudaban en adquirir obras de mujeres artistas que, entre ellas Wilke, participaban en protestas que denunciaban su falta de inclusión durante el movimiento feminista de los años setenta. La obra de Wilke, con su uso confrontacional de la sexualidad femenina y el hecho de que este no encaja en un género o estilo nítido, hizo que estuviera en muy pocas colecciones permanentes cuando estaba viva. Desde su muerte, el trabajo de Wilke ha sido adquirido por las colecciones permanentes del Museo de Arte Moderno de Nueva York, el Museo de Arte Americano de Whitney, Nueva York, el Museo de Arte del Condado de Los Ángeles, el Museo de Arte Contemporáneo de Los Ángeles y en Museos europeos como el Centro Pompidou, París.

## Exposiciones colectivas
1972, American Women Artists, Hamburgo, Alemania. 
1973, Bienal de Whitney, Museo Whitney de Arte Americano, Nueva York 
1977, Contemporary Women: Consciousness and Content, Brooklyn Museum Art School, Nueva York 
1980, American Women Artists 1980, Museo de Arte Contemporáneo, São Paulo 
1988, Modes of Address: Language in Art Since 1960, Whitney Museum of American Art, Nueva York 
1993, Abject Art: Repulsion and Desire in American Art, Whitney Museum of American Art, Nueva York 
1995, Action/Performance and the Photograph, Allen Memorial Art Museum en Oberlin College, Oberlin (exposición itinerante) 
1997, Identity Crisis: Self-Portraiture at the End of the Century, Milwaukee Art Museum, Milwaukee 
2002, Tableaux Vivants, The Art of 'LivingPictures' in Photography, Film, and Video, Kunsthalle Wein, Viena 
2003, Pulse: Art, Healing and Transformation, [./https://en.wikipedia.org/wiki/Institute_of_Contemporary_Art,_Boston Institute of Contemporary Art], Boston. 
2007, I Am Making Art: 4 Studies of the Artist's Body, Centre d'Art Contemporain, Ginebra 
2007, WACK! Art and the Feminist Revolution, Geffen Contemporary en el Museo de Arte Contemporáneo de Los Ángeles (exposición itinerante)

## Exposiciones individuales
1976, Fine Arts Gallery, Universidad de California, Irvine 
1978, PS1, Long Island, Nueva York 
1979, Washington Project for the Arts, Washington D. C. 
1989, Gallery 210, Universidad de Misuri, San Luis 
1994, Intra-Venus, Ronald Feldman Fine Arts, Nueva York (exposición itinerante que muestra fotografías expuestas como las Estaciones de la Cruz, mostrando su confrontación personal con su propia muerte)
1998, Hannah Wilke, A Retrospective, Nikolaj Contemporary Art Center, Copenhague (exposición itinerante)
2000, Uninterrupted Career: Hannah Wilke 1940–1993, Neue Gesellschaft für bildende Kunst, Berlín
2014, Hannah Wilke, Sculpture: 1960s-80s, Alison Jacques Gallery, Londres
2018, Hannah Wilke, Alison Jacques Gallery, Londres

## Logros / Premios
Recibió una Beca de Servicio Público para Artistas Creativos (1973); Subvenciones del Fondo Nacional para las Artes (1987, 1980, 1979, 1976); Becas de la Fundación Pollack-Krasner (1992, 1987); una beca Guggenheim (1982) y un premio de la Asociación Internacional de Críticos de Arte (1993).

## Colecciones en museos y galerías
- Museo de Brooklyn[37]
- Galería de arte Albright-Knox, Buffalo, NY[38]
- [./https://en.wikipedia.org/wiki/Des_Moines_Art_Center Des Moines Art Center][39]
- Tate Modern, Londres, Inglaterra[40]
- Museo de Arte del Condado de Los Ángeles[41]
- Museo Nacional Centro de Arte Reina Sofía, Madrid, España[42]
- [./https://en.wikipedia.org/wiki/Walker_Art_Center Walker Arts Center], Minneapolis, MN[43]
- Galería de arte de la Universidad de Yale, New Haven, CT[44]
- Museo judío, Nueva York, NY[45]
- Museo Metropolitano de Arte, Nueva York, NY[46]
- Museo Solomon R. Guggenheim, Nueva York, NY[47]
- Museo Whitney de Arte Americano, Nueva York, NY[48]
- Allen Memorial Art Museum, Oberlin, OH[49]
- Centro Georges Pompidou, París, Francia[50]
- Museo de Arte de la Universidad de Princeton, Princeton, NJ[51]
- David Winton Bell Gallery, Brown University, Providence, RI[52]
- [./https://en.wikipedia.org/wiki/Nevada_Museum_of_Art Nevada Museum of Art], Reno, NV[53]
- [./https://en.wikipedia.org/wiki/Rose_Art_Museum Rose Art Museum], Brandeis University, Waltham, MA[2]